# Fort Nashwaak
Le fort Nashwaak, aussi appelé fort Naxoat, fort Naxouat ou encore fort Saint-Joseph, officiellement le Lieu historique national du Canada Fort Nashwaak (Naxoat), est un lieu historique national situé dans le parc Carleton à Fredericton, au Nouveau-Brunswick (Canada). 

## Histoire
William Francis Ganong rapporte que Cadillac l'a décrit comme un fort malécite et qu'une croyance veut qu'il ait été construit par des Écossais, ce qui est vraisemblablement faux. Les historiens savent en effet que le fort est construit à l'hiver 1691-1692 à la demande du gouverneur de l'Acadie Joseph Robineau de Villebon afin de défendre la frontière avec la Nouvelle-Angleterre. 
En 1693, Jacques Testard de Montigny rejoint le tout nouveau Fort Nashwaak construit en Acadie par le gouverneur de l'Acadie Joseph Robineau de Villebon.  Il a dirigé ensuite les amérindiens des tribus Abénaquis et Micmacs dans les raids contre les troupes anglaises, notamment lors de la victoire française de la bataille de la baie de Fundy.
Le 15 février 1694, l'officier Charles La Tourasse est nommé commandant du fort Naxoat par le gouverneur Villebon. Charles La Tourasse fut tué le 9 octobre 1696, lors d'une embuscade tendue par les Anglais non loin du fort Naxoat près de la baie française.
Le fort sert de base pour diverses incursions menées par les Français avec l'aide des Abénaquis contre les établissements de la Nouvelle-Angleterre. Notamment, à l'été 1696, une expédition commandée par Villebon et son frère attaquent le fort William Henry. Les Anglais répliquent en attaquant le fort Naxoat mais le siège est abandonné au bout de deux jours.
En 1696, Jacques Testard de Montigny dirige la capture de Fort Pemaquid avec l'aide de ses alliés amérindiens Malécites de la Nation des Abénaquis conduit par leur chef Nescambiouit (Escumbuit). La même année il participe avec ses alliés Micmacs à la campagne de la péninsule d'Avalon qui consista à l'attaque de postes anglais situés dans la péninsule d'Avalon à Terre-Neuve.
En 1698, le roi de France demande alors à Villebon de construire le fort Saint-Jean, à l'embouchure du fleuve; le fort Naxoat est démoli. Le lieu et tout vestiges archéologiques sont ensuite détruits par l'érosion. En effet, un  certain Hanney décrit des ruines en 1867 mais plus une trace des fortifications l'année suivantes. L'endroit devient par contre un lieu historique national du Canada le 4 juin 1924. La Commission des lieux et monuments historiques du Canada érige un cairn et une plaque commémorative à 700 mètres au nord, dans le parc Carleton, près de l'intersection des rues Union et Gibson.